# Puccinia ribesii-caricis
Puccinia ribesii-caricis är en svampart som beskrevs av Kleb. 1907. Puccinia ribesii-caricis ingår i släktet Puccinia och familjen Pucciniaceae.   Inga underarter finns listade i Catalogue of Life.